# Chinguar
Chinguar – miasto w Angoli, w prowincji Bié. W 2014 roku aglomeracja liczyła 129 370 mieszkańców. Miasto leży przy głównej linii kolejowej w kraju.  